# Вакулюк Микита Костянтинович
Микита Костянтинович Вакулюк (нар. 11 листопада 1986, Київ, Українська РСР, СРСР) — український телеактор та модель. Відомий за роллю вчителя англійської мови Алекса в українському серіалі «Школа».

## Життєпис
Микита Вакулюк народився 11 листопада 1986 року у місті Києві.
У шкільні роки Микита був спортивним хлопцем та займався акробатикою, їздив на змагання. Саме його шкільна дівчина запросила його піти з нею до модельної школи, завдяки чому він отримав свої перші фотосесії, каталоги та навіть знімання в кліпах. За освітою Микита — звукорежисер, закінчував Національну академію керівних кадрів культури і мистецтв в Києві, але за фахом не працював. Потім у студії київського театру «Чорний квадрат» отримав акторську освіту.
Ще у старших класах почав кар'єру моделі, але повернувся до професії він через роки за порадою товариша. Крім того, творчість актора часто можна побачити в рекламних роликах. На рахунку актора, в якості моделі,  не одна фотозйомка. В інтернеті можна зустріти фото навіть з еротичних зйомок.
Певний час Микита Вакулюк працював моделлю в Індії. Епізодичних ролей в інших серіалах на рахунку актора теж чимало. Микита Вакулюк знявся у кліпах гурту «ВІА Гра» «Это было прекрасно», Наталії Корольової «Нет слова я», Юлії Думанської «Пробач». Також знімався в рекламі, кампаніях модних брендів та для стокових фото.
Для Вакулюка роль у серіалі «Школа» стала першою головною роллю в кар'єрі. До цього він знімався в епізодах у таких серіалах, як «Последний янычар», «Відділ 44» та інших. Проте його найбільш знаковою роботою є саме роль в україномовному серіалі «Школа» 2018 року, де Микита зіграв вчителя англійської мови та за сумісництвом сина директора школи «Алекса» (Олександра Ігоровича).
З 2024 року ведучий програми «Шукачі історій» на телеканалі Ми — Україна+

## Фільмографія

### Музичні відео
| Рік  | Назва                | Артист           | Роль      | Дж.   |
| ---- | -------------------- | ---------------- | --------- | ----- |
| 2015 | «Это было прекрасно» | ВІА Гра          | Коханець  | [ 5 ] |
| 2015 | «Нет слова я»        | Наташа Корольова | Прибулець | [ 6 ] |
| 2016 | «Пробач»             | Юлія Думанська   | Коханець  | [ 1 ] |
| 2017 | «Крепче»             | Віка Курзова     | Коханець  | [ 7 ] |

### Кіно
| Рік  | Назва                    | Роль | Дж. |
| ---- | ------------------------ | ---- | --- |
| 2020 | «Мій дідусь — Дід Мороз» | Боря |     |

### Телебачення
| Рік         | Назва                            | Роль          | Примітка                     | Дж.    |
| ----------- | -------------------------------- | ------------- | ---------------------------- | ------ |
| 2014        | Последний янычар (рос.)          | Вартовий      | Епізод: 70 серія             | [ 1 ]  |
| 2015        | Реальна містика                  | Граф Зав'ялов | Епізод: Куколка              | [ 8 ]  |
| 2016        | Мольфар                          | Марк          | Епізод: 29 Серія             | [ 9 ]  |
| 2016        | Містичні історії                 | Віктор        | Епізод: 14 серія (7-й сезон) | [ 10 ] |
| 2016        | Відділ 44                        | Єгор          | Епізод: 84 серія (3-й сезон) | [ 11 ] |
| 2018 — 2019 | Школа                            | Алекс         | Головна роль                 | [ 12 ] |
| 2019        | Захват (рос.)                    | Максим Зива   | Головна роль                 | [ 13 ] |
| 2019        | Як довго я на тебе чекала (рос.) | коханець      |                              |        |
| 2020        | Незабута (рос.)                  | Андрій        |                              |        |
| 2020-2021   | Слід                             | Руслан Маяков | Головна роль                 | [ 14 ] |